# David Montgomery (Historiker)
David Montgomery (* 1. Dezember 1927 in Bryn Mawr (Pennsylvania); † 2. Dezember 2011) war ein US-amerikanischer Historiker. In den USA war er mit David Brody und Herbert Gutman Begründer der new labour history, wobei er auf eigene Erfahrungen als aktiver Gewerkschafter in den 1950er Jahren zurückgreifen konnte. Er war Fanham Professor für Geschichte an der Yale University.

## Leben
Montgomery studierte am Swarthmore College, unterbrochen von einer kurzen Zeit als Staff Sergeant beim United States Army Corps of Engineers im Manhattan Project, und erhielt 1950 seinen Bachelor-Abschluss in Politologie. Danach war er zehn Jahre Maschinist in New York City und St. Paul in Minnesota (die notwendigen Fähigkeiten brachte er sich selbst bei) und in dieser Zeit aktiv in verschiedenen Gewerkschaften wie den Teamsters, International Association of Machinists und United Electrical Workers Union. Von Anfang der 1950er Jahre bis 1957 war er Mitglied der Kommunistischen Partei der USA (CPUSA) und er stand in dieser McCarthy-Ära auf der schwarzen Liste, sodass er Jobs verlor oder nicht antreten konnte. 
Deshalb studierte er ab 1959 Geschichtswissenschaft an der University of Minnesota, an der er 1960 seinen Master-Abschluss erhielt und 1962 promoviert wurde. Danach lehrte er kurz an der Hamline University in St. Paul. Ab 1963 war er Assistant Professor und später Professor an der University of Pittsburgh und stand 1976 der Geschichtsabteilung vor. Nachdem 1967 sein erstes Buch Beyond equality erschienen war, war er zwei Jahre im Sabbatjahr an der University of Warwick, wo er mit Edward P. Thompson das Centre for the Study of Social History gründete. Wieder in Pittsburgh wurde er Vorstand der geschichtswissenschaftlichen Abteilung. Ab 1979 war er Professor an der Yale University, wo er 1997 emeritiert wurde.
Er war außer in Warwick (1967 bis 1969) Gastprofessor in Oxford (Harmsworth Professor of American History 1986/87), Brasilien (Universität Campinas 1986 als Fulbright Lecturer), Kanada und den Niederlanden (John Adams Professor of American Studies, Universität Amsterdam).
Montgomery erhielt mehrere Auszeichnungen als Hochschullehrer, so 1971 den Distinguished Teaching Award in Pittsburgh und 1982 den Sidonie Clauss Prize for Teaching Excellence in Yale und er erhielt den John R. Commerford Labor Education Award der New York State Labor History Association.
1999/2000 war er Präsident der Organization of American Historians. Diese benannte einen Buchpreis auf dem Gebiet der Geschichte der Arbeiterbewegung nach ihm.
Auch an der Universität blieb er aktiv in der Gewerkschaftsbewegung. In Yale unterstützte er den Streik der Clerical Workers Organization. Während des Vietnamkriegs war er häufig Redner auf Protestveranstaltungen. In den 1990er Jahren kritisierte er zurückgehenden Zugang zu Informationen von Seiten der Regierung und in den 2000ern Rückgang der akademischen Freiheit durch zunehmende Überwachung auf Basis des USA PATRIOT Act.
Er war mit Martel Montgomery verheiratet und hatte zwei Söhne, darunter den Wirtschaftswissenschaftler Edward B. Montgomery.

## Werk
Montgomery befasst sich mit der Geschichte der Arbeiterklasse und Gewerkschaften in den USA und mit Einwanderung, Amerikanischem Bürgerkrieg, Reconstruction und Verhältnis von Bürgerrechtsbewegung und Afroamerikanern zu Gewerkschaften. Sein Buch The fall of the house of labor über die Geschichte der Arbeiterbewegung in den USA in der Zeit nach dem Bürgerkrieg bis 1925 verschaffte ihm breite Anerkennung, brachte es 1989 in die Endrunde zum Pulitzer-Preis für Sachbücher und wurde von Noam Chomsky gelobt. Nach dem Vorbild von Edward P. Thompson erweiterte er im Rahmen der New Labor History die Geschichte der Arbeiterklasse weg von streng marxistischer Sicht, Geschichte der Gewerkschaften und wirtschaftswissenschaftlicher Perspektive auf die Betrachtung zum Beispiel der Arbeiterkultur und der Arbeitsplätze und allgemein sozialgeschichtliche Aspekte.
Er war Gründer und Herausgeber der Zeitschrift International Labor and Working-Class History.

## Schriften
- Workers’ Control in America: Studies in the History of Work, Technology, and Labor Struggles. New York: Cambridge University Press, 1979.
- Beyond Equality: Labor and the Radical Republicans, 1862–1872. Illini Books ed. Champaign, Ill.: University of Illinois Press, 1981.
- The Fall of the House of Labor: The Workplace, the State, and American Labor Activism, 1865–1925., New York: Cambridge University Press, 1987
- Citizen Worker: The Experience of Workers in the United States with Democracy and the Free Market during the Nineteenth Century. New York: Cambridge University Press, 1994
- mit Horace Huntley: Black Workers’ Struggle for Equality in Birmingham. Champaign, Ill.: University of Illinois Press, 2004.